# 애니씽 엘스
《애니씽 엘스》(영어: Anything Else)는 미국과 영국에서 제작된 우디 앨런 감독의 2003년 로맨틱 코미디 영화이다. 우디 앨런, 제이슨 비그스, 크리스티나 리치, 대니 더비토, 스토커드 채닝, 지미 팰런 등이 출연하였고, 레티 에런슨 등이 제작에 참여하였다. 이 영화는 제60회 베네치아 국제 영화제에서 개막작으로 선정되어 상영되었으며, 미국에서 2003년 9월 19일 개봉하였다. 평단으로부터 엇갈린 평가를 받았다.

## 줄거리
각종 불안과 공포증을 안고 사는 데이비드를 멘토로 둔 코미디 작가 제리는 아름답지만 변덕스러운 어맨다와 사랑에 빠진다. 하지만 두 사람의 잠자리는 순탄치 않고, 어맨다는 제리에게 다른 여자들과 관계를 가지라고 권유하더니 본인도 바람을 피우며 제리의 신경증을 악화시킨다.

## 출연진
- 우디 앨런 - 데이비드 도벨 역
- 제이슨 비그스 - 제리 포크 역
- 크리스티나 리치 - 어맨다 체이스 역
- 대니 더비토 - 하비 웩슬러 역
- 스토커드 채닝 - 폴라 체이스 역
- 지미 팰런 - 밥 스타일스 역
- 케이디 스트리클런드 - 브룩 역
- 에리카 리어슨 - 코니 역
- 데이비드 콘래드 - 필 리드 역
- 에이드리언 그레니에이 - 레이 펄리토 역
- 피셔 스티븐스 - 매니저 역
- 다이애나 크롤 - 본인 역
- 카슨 그랜트
- 윌리엄 힐

## 기타 제작진
- 공동 제작: 헬렌 로빈
- 배역: 로라 로즌솔, 줄리엣 테일러
- 미술: 산토 로콰스토
- 의상: 로라 진 섀넌